# Géographie de l'Azerbaïdjan

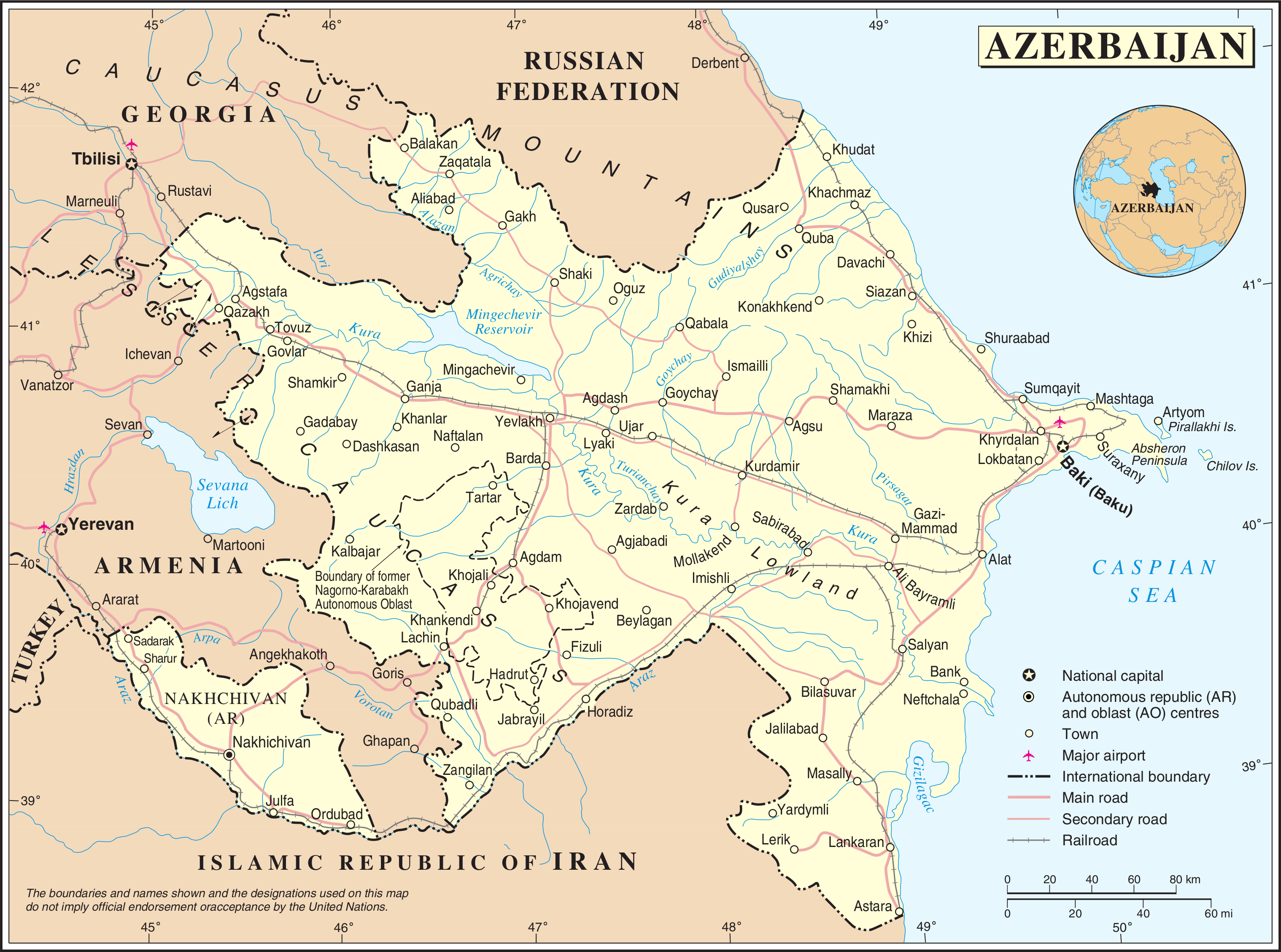
Carte politique de l'Azerbaïdjan.

L'Azerbaïdjan est un pays situé dans le Caucase. Les trois caractéristiques géographiques principales sont les rives de la mer Caspienne qui constituent le littoral à l'est, les montagnes de la chaîne du Grand Caucase au nord et le Petit Caucase à l'ouest et les plaines situées au centre du pays. La superficie de l'Azerbaïdjan est équivalente à celle d'un pays comme le Portugal, soit approximativement de 86 600 km2. Des trois pays de la Transcaucasie (Géorgie, Arménie et Azerbaïdjan), c'est celui qui possède le plus grand espace géographique.
L'Azerbaïdjan est bordé à l'est par la mer Caspienne, et est limitrophe avec la Géorgie et la Russie au nord, l'Iran au sud, et l'Arménie au sud et sud-ouest. Une partie de la région du Nakhitchevan est limitrophe avec la Turquie.
La capitale de l'Azerbaïdjan est Bakou, qui possède le plus grand port sur la mer Caspienne et qui a longtemps été le berceau de l'industrie du pétrole.
L'Azerbaïdjan compte plus de 8 300 cours d'eau et environ 250 lacs,,.
Le climat qui varie, est subtropical et semi-aride dans les parties centrales et orientales du pays, subtropical humide dans le sud-est, tempéré le long du littoral, continental dans l'ouest et froid dans les montagnes.
Sa géographie humaine est caractérisée par sa division en 67 districts ou rayon, dont 59 sont situés en Azerbaïdjan proprement dit, et 8 sont situés au Nakhitchevan ;  et en 12 villes, dont 11 sont situées en Azerbaïdjan proprement dit, et 1 est située au Nakhitchevan. Il existe une subdivision administrative particulière : la république autonome de Nakhitchevan, qui est séparée du reste du territoire par une bande de territoire arménien. Le Haut-Karabagh, une région précédemment autonome, a proclamé son indépendance (indépendance non reconnue par la communauté internationale).

## Topographie et drainage
L'élévation change sur une distance relativement courte entre les basses terres et les hautes terres; Près de la moitié du pays est considérée comme montagneuse. Les caractéristiques physiques notables sont les collines doucement ondulantes de la côte subtropicale du sud-est, qui sont couvertes de plantations de thé, d'orangeraies et de citronniers; de nombreux volcans de boue et sources minérales dans les ravins de la montagne Kobustan près de Bakou; et le terrain côtier qui se trouve jusqu'à vingt-huit mètres au-dessous du niveau de la mer.
À l'exception de son littoral oriental de la Caspienne et de certaines régions limitrophes de la Géorgie et de l'Iran, l'Azerbaïdjan est entouré de montagnes. Au nord-est, en bordure de la République autonome du Daghestan russe, se trouve la chaîne du Grand Caucase; à l'ouest, à la frontière de l'Arménie, se trouve la chaîne du Petit Caucase. À l'extrême sud-est, les monts Talych font partie de la frontière avec l'Iran. Les altitudes les plus élevées se rencontrent dans le Grand Caucase, où le mont Bazarduzu s'élève à 4 466 mètres d'altitude. Huit grandes rivières descendent des chaînes du Caucase vers les plaines centrales de Kura-Aras, les plaines alluviales et les zones du delta bas le long du littoral désigné par le nom azéri pour la rivière Mtkvari (Kur) et son principal affluent, l'Aras. Le Mtkvari, le plus long fleuve de la région du Caucase, forme le delta et se jette dans la Caspienne à une courte distance en aval de la confluence avec l'Aras. Le réservoir de Mingechaur, avec une superficie de 605 kilomètres carrés qui en fait la plus grande étendue d'eau en Azerbaïdjan, a été formé par le barrage des Kouras dans l'ouest de l'Azerbaïdjan. Les eaux du réservoir fournissent l'énergie hydroélectrique et l'irrigation de la plaine de Kura-Aras. La plupart des rivières du pays ne sont pas navigables. Environ 15 % des terres en Azerbaïdjan sont arables.

## Géographie physique

### Géomorphologie
Le pays se compose de deux zones, une zone de plaines et une zone montagneuse. L'altitude maximale est de 4 466 m (Bazardüzü Dagi) et l'altitude minimale de −28 m (côte de la mer Caspienne),.

#### Montagnes
L'Azerbaïdjan est entouré par des montagnes. Le Grand Caucase, avec les plus hautes élévations du pays, se trouve dans le nord le long de la frontière avec la Russie et se termine au sud-est de la péninsule d'Abşeron à Bakou sur la mer Caspienne. Le point culminant du pays, Bazardüzü Dagi, s'élève à 4 466 m et est situé près de la frontière entre l'Azerbaïdjan et la Russie. Le Petit Caucase, avec des altitudes allant jusqu'à 3 500 m, se trouve à l'ouest, le long de la frontière avec l'Arménie. Les montagnes Talish sont à cheval sur la frontière avec l'Iran, à la pointe sud-est du pays.
Les quinze plus hauts sommets sont, :
- Bazardüzü Dagi : 4 466 m ;
- Shahdağ : 4 243 m ;
- Tufandağ : 4 197 m ;
- Yarudağ : 4 116 m ;
- Cengiz Mustafayev Dagi : 4 063 m ;
- Kaputjugh : 3 906 m ;
- Qazangöldağ : 3 829 m ;
- Yaglidara Dagi : 3 825 m ;
- Gamishdağ : 3 729 m ;
- Qizilqaya Dagi : 3 726 m ;
- Xinaliq Dagi : 3 713 m ;
- Pereval Ay-Changal : 3 707 m ;
- Delidağ 3 616 m ;
- Qizilbogaz Dagi 3 581 m ;
- Ishikli : 3 552 m.

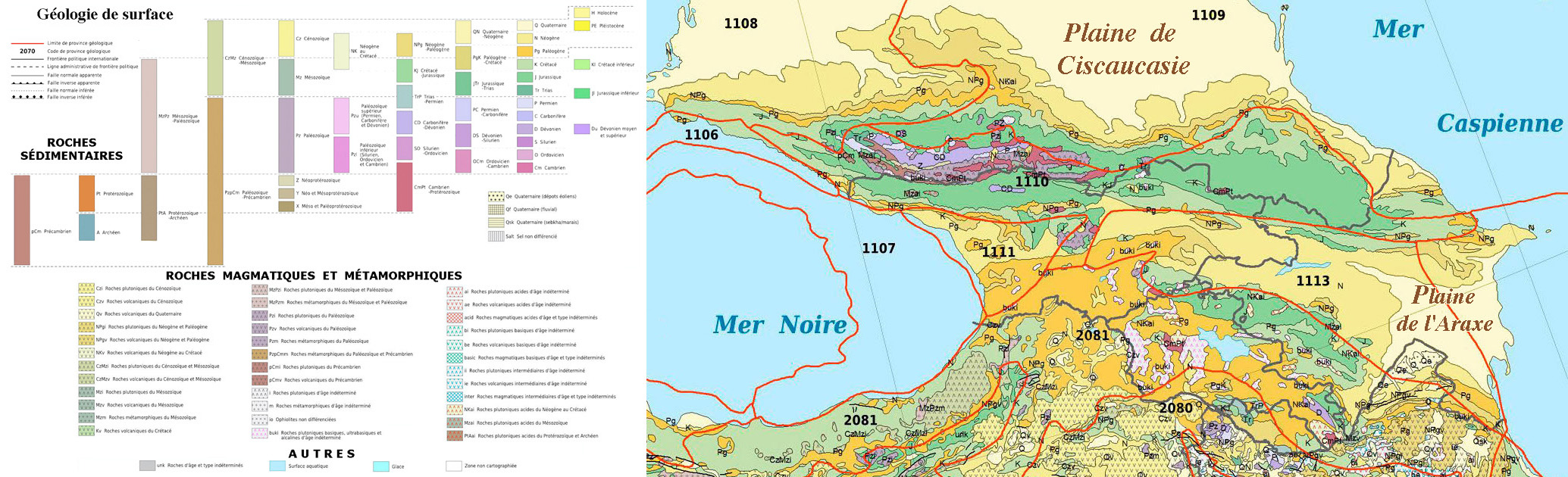
Géologie du Caucase et de l'Azerbaïdjan.
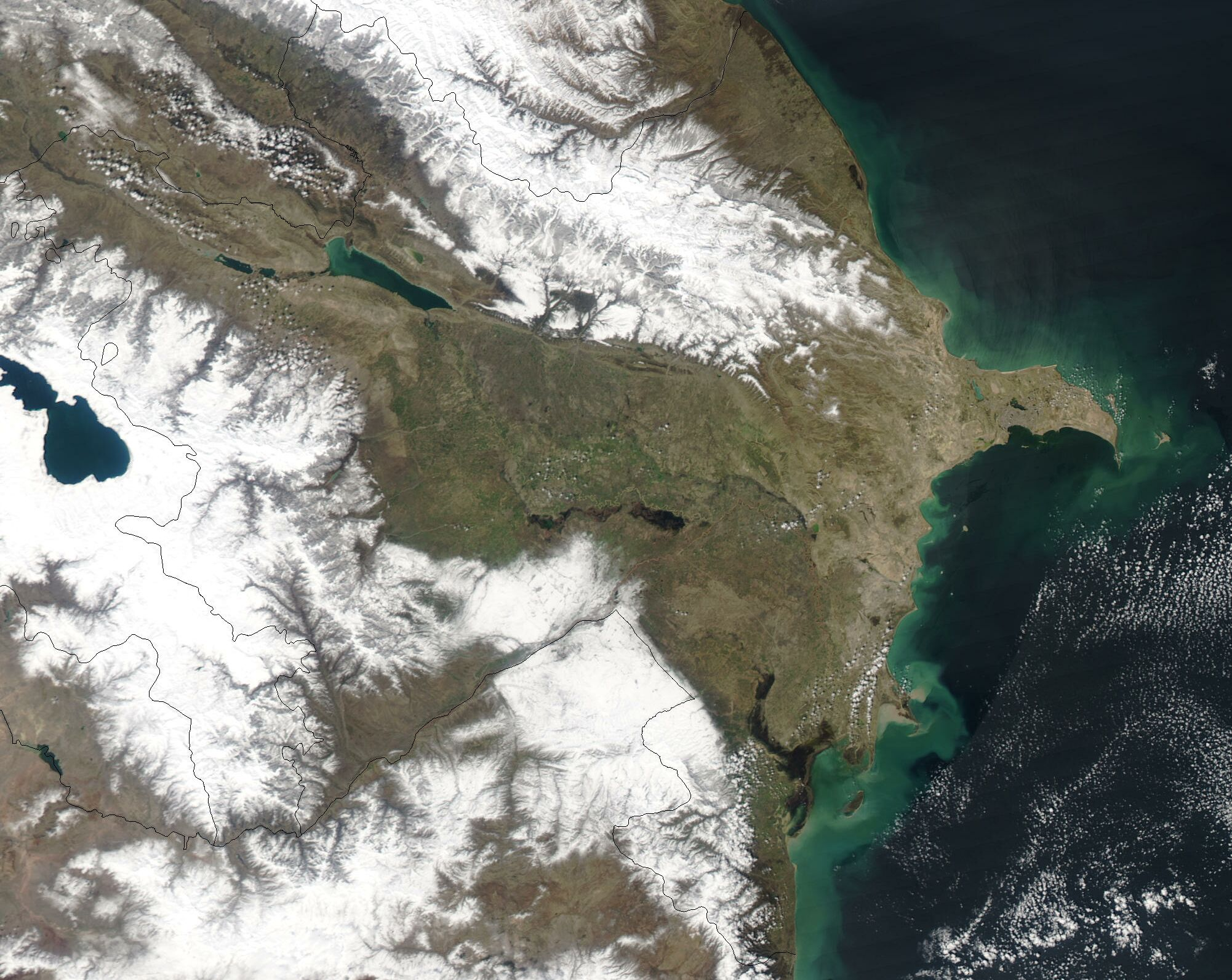
Photographie satellite.
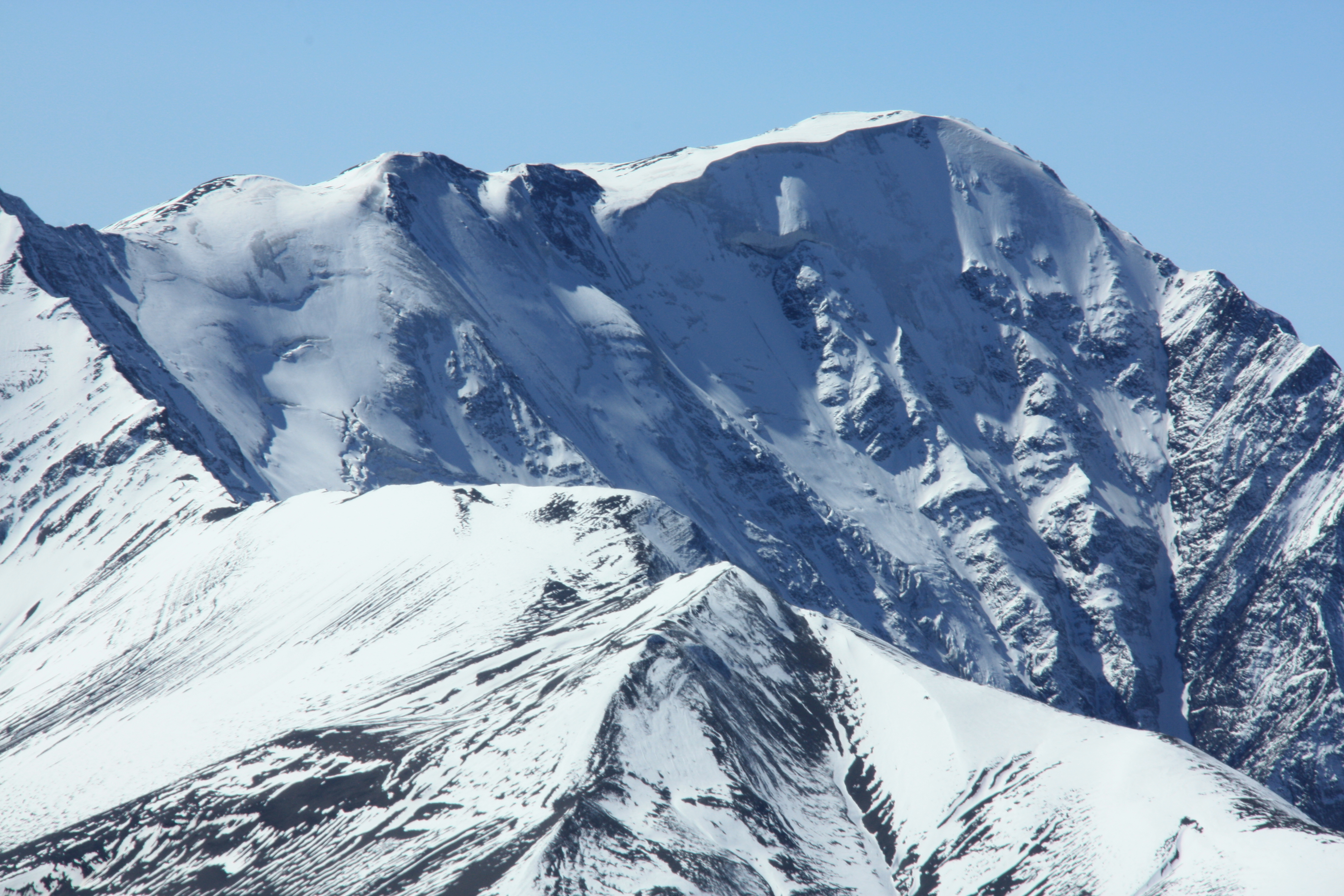
Le Bazardüzü.
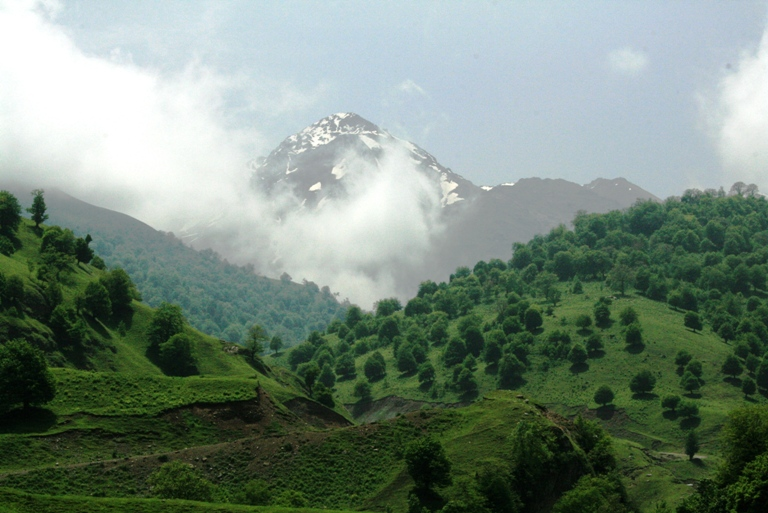
Le Mürov.
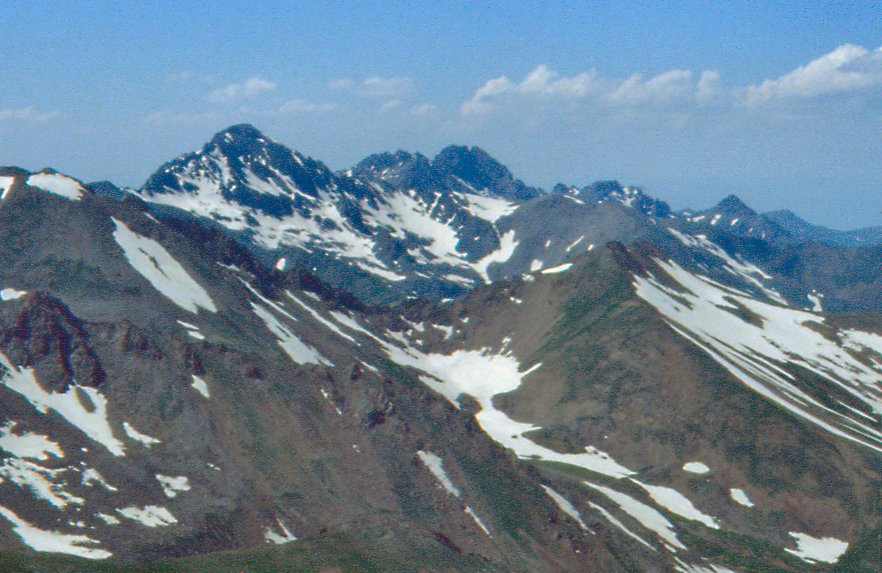
Le Kaputjugh.

Le plateau volcanique du Karabakh est situé entre la frontière avec l'Arménie et les montagnes du Karabakh. Les cônes des volcans éteints, les sommets comme Delidağ 3 616 m, Qizilbogaz Dagi 3 581 m, Ishkli 3 552 m et les autres, se trouvent dans ces régions.
Mais le pays compte deux volcans dormants, dont le Porak et le Tskhouk-Karckar,, qui sont à la frontière avec l'Arménie.

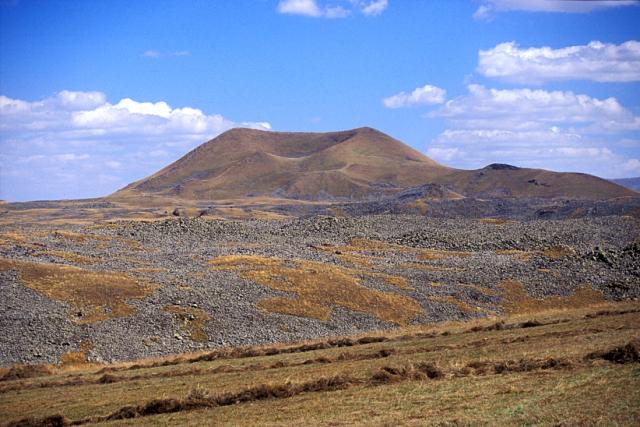
Le Porak.

### Hydrographie

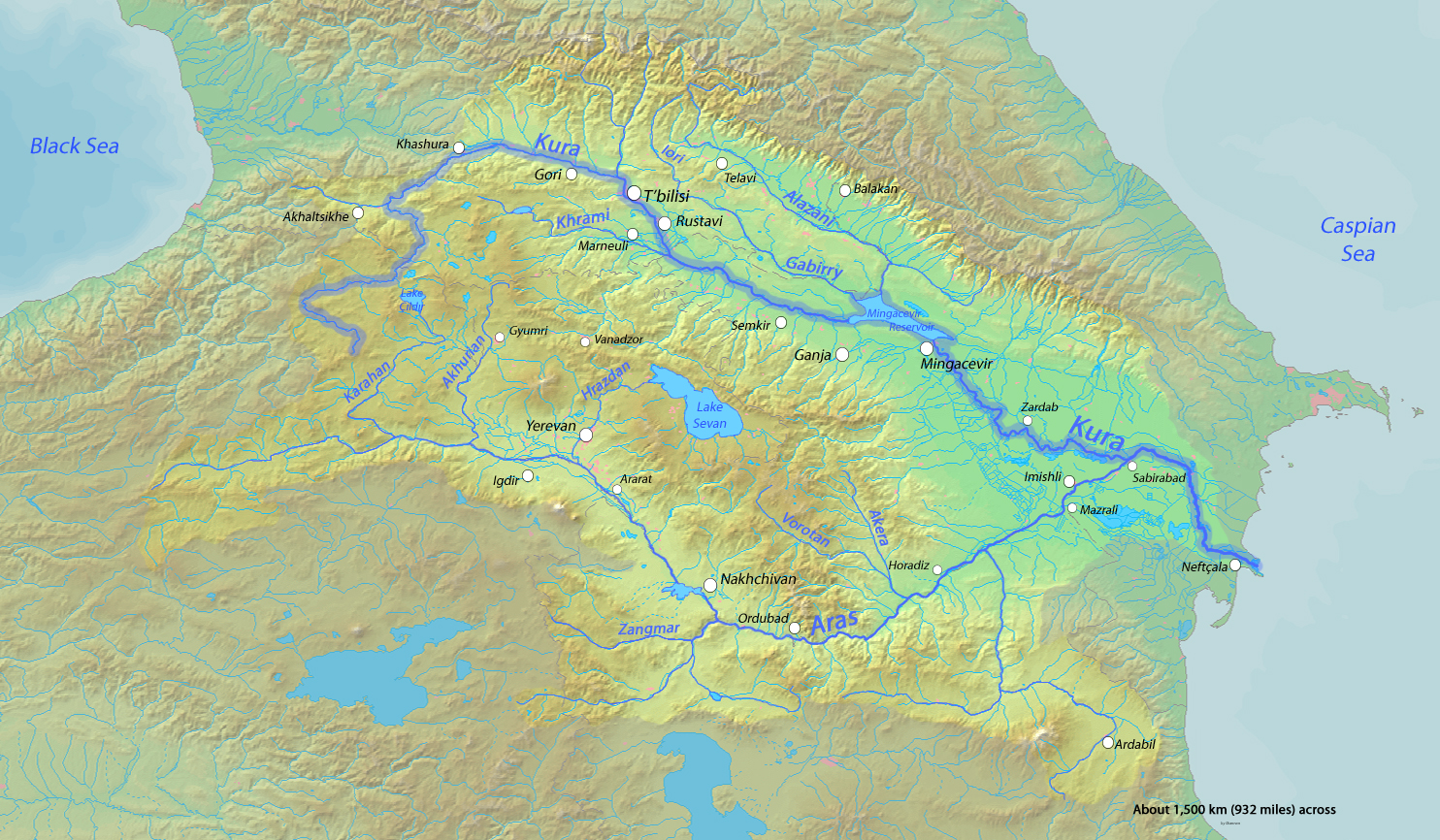
Carte des rivières en Azerbaïdjan et dans le Caucase.

L'Azerbaïdjan compte plus de 8 300 cours d'eau et environ 250 lacs,,.

#### Cours d'eau
Le centre du pays est occupé par la vaste plaine Koura-Araxe, alimentée par plusieurs cours d'eau. Huit cours d'eau coulent du Grand Caucase et du Petit Caucase dans la plaine centrale Koura-Araxe, les plaines alluviales et les deltas le long du littoral de la mer Caspienne par le fleuve Koura et son principal affluent, l'Araxe qui est le deuxième plus long cours d'eau. La Koura, le plus long fleuve dans la région du Caucase et en Azerbaïdjan, forme un delta et se jette dans la mer Caspienne,.
La majeure partie des cours d'eau fait moins de 25 km de long, et seuls 24 dépassent les 100 km. Seules les rivières les plus longues sont listées ici, :
- Koura
- Aras
- Qanıx
- Qabırlı
- Samur
- Pirsaat
- Tartarchay
- Turyan
- Ağstafaçay
- Arpa
- Hekeri
- Vilech
- Bazarçay
- Oxçuçay

#### Lacs
Il y a environ 250 lacs, mais ils sont tous très modestes en superficie, et le plus grand lac naturel, le lac Hajikabul, a une superficie de 16 km2,. Les eaux des réservoirs fournissent de l'énergie hydroélectrique et irriguent la plaine Koura-Araxe. La plupart des rivières du pays ne sont pas navigables. Environ 15 % des terres en Azerbaïdjan sont des terres arables, dont certaines nécessitent une irrigation,. Le réservoir de Mingachevir, au nord-ouest de l'Azerbaïdjan, avec une superficie de 605 km2, a été formé par le barrage de la Koura. C'est la plus grande étendue d'eau du pays, et le plus grand réservoir du Caucase,.

### Climat
Le climat, variable, est subtropical et semi-aride dans les parties centrales et orientales du pays, subtropical humide dans le sud-est, tempéré le long du littoral, continental dans l'ouest et froid dans les montagnes. Bakou bénéficie d'un climat doux, les températures s'étalant de 4 °C en janvier à 25 °C en juillet. Du fait des faibles pluies (de 200 à 350 mm en moyenne par an), l'agriculture a recours à l'irrigation. Les précipitations les plus importantes ont lieu dans les hauteurs du Caucase et dans la région de Lankaran (de 1 600 à 1 800 mm en moyenne par an), à l'extrême sud-est, où elles dépassent les 1 000 mm par an en moyenne,.
| Mois                                | jan. | fév. | mars | avril | mai  | juin | jui. | août | sep. | oct. | nov. | déc. | année |
| ----------------------------------- | ---- | ---- | ---- | ----- | ---- | ---- | ---- | ---- | ---- | ---- | ---- | ---- | ----- |
| Température minimale moyenne (°C)   | 2,1  | 2    | 4,2  | 9,4   | 14,9 | 19,7 | 22,2 | 22,9 | 19,4 | 13,6 | 8,8  | 4,8  | 12    |
| Température moyenne (°C)            | 4,2  | 4    | 6,3  | 12,3  | 18   | 22,8 | 26,4 | 25,6 | 21,8 | 16   | 10,8 | 6,6  | 14,6  |
| Température maximale moyenne (°C)   | 6,6  | 6,3  | 9,8  | 16,4  | 22,1 | 27,3 | 30,6 | 29,7 | 25,6 | 19,6 | 13,5 | 9,7  | 18,1  |
| Précipitations (mm)                 | 21   | 20   | 21   | 18    | 18   | 8    | 2    | 6    | 15   | 25   | 30   | 26   | 192   |
| Nombre de jours avec précipitations | 6    | 6    | 5    | 4     | 3    | 2    | 1    | 2    | 2    | 6    | 6    | 6    | 49    |

## Pluie
Les conditions physiographiques et les différentes circulations atmosphériques admettent 8 types de courants d'air, y compris les courants d'air continentaux, marins, arctiques et tropicaux qui formulent le climat de la République. Les précipitations annuelles maximales tombent à Lenkeran (1 600 à 1 800 mm) et le minimum à Abcheron (200 à 350 mm.). La précipitation quotidienne maximale de 334 mm a été observée à la station Bilieser en 1955.

## Problèmes environnementaux
La pollution de l'air et de l'eau est répandue et pose de grands défis au développement économique. Les principales sources de pollution sont les raffineries de pétrole et les industries chimiques et métallurgiques qui, au début des années 90, ont continué de fonctionner aussi inefficacement qu'elles l'avaient été à l'époque soviétique. La qualité de l'air est extrêmement mauvaise à Bakou, le centre du raffinage du pétrole. Certains rapports ont décrit l'air de Bakou comme le plus pollué de l'ex-Union soviétique, et d'autres centres industriels souffrent de problèmes similaires.
La mer Caspienne, y compris la baie de Bakou, a été polluée par des fuites d'huile et le déversement d'eaux usées non traitées ou mal traitées, ce qui a réduit le rendement du caviar et du poisson. Pendant la période soviétique, l'Azerbaïdjan a été pressé d'utiliser des applications extrêmement lourdes de pesticides pour améliorer sa production de cultures subtropicales rares pour le reste de l'Union soviétique. La poursuite de l'utilisation régulière du pesticide DDT dans les années 1970 et 1980 était une déchéance flagrante, bien que ce produit chimique ait été officiellement interdit en Union Soviétique en raison de sa toxicité pour l'homme. L'application excessive de pesticides et d'engrais chimiques a provoqué une pollution importante des eaux souterraines et a été liée par des scientifiques azerbaïdjanais à des malformations congénitales et à des maladies. La hausse des niveaux d'eau dans la mer Caspienne, principalement due à des facteurs naturels exacerbés par les structures artificielles, a renversé la tendance au dessèchement qui dure depuis des décennies et menace désormais les zones côtières; le niveau moyen a augmenté de 1,5 mètre entre 1978 et 1993. En raison du conflit du Haut-Karabakh, un grand nombre d'arbres ont été abattus, des routes ont été construites dans des zones vierges et de vastes étendues de terres agricoles ont été occupées par les forces militaires.

Comme les autres anciennes républiques soviétiques, l'Azerbaïdjan est confronté à un gigantesque assainissement environnemental compliqué par les incertitudes économiques qui subsistent à la suite du système de planification centré sur Moscou. Le Comité pour la protection de l'environnement naturel fait partie du gouvernement azerbaïdjanais mais, au début des années 90, il était inefficace de cibler des applications critiques de fonds limités, d'établir des normes de pollution ou de contrôler le respect des réglementations environnementales. Au début de 1994, des plans prévoyaient que l'Azerbaïdjan participe au Forum international sur la mer Caspienne, parrainé par l'Union européenne (UE).

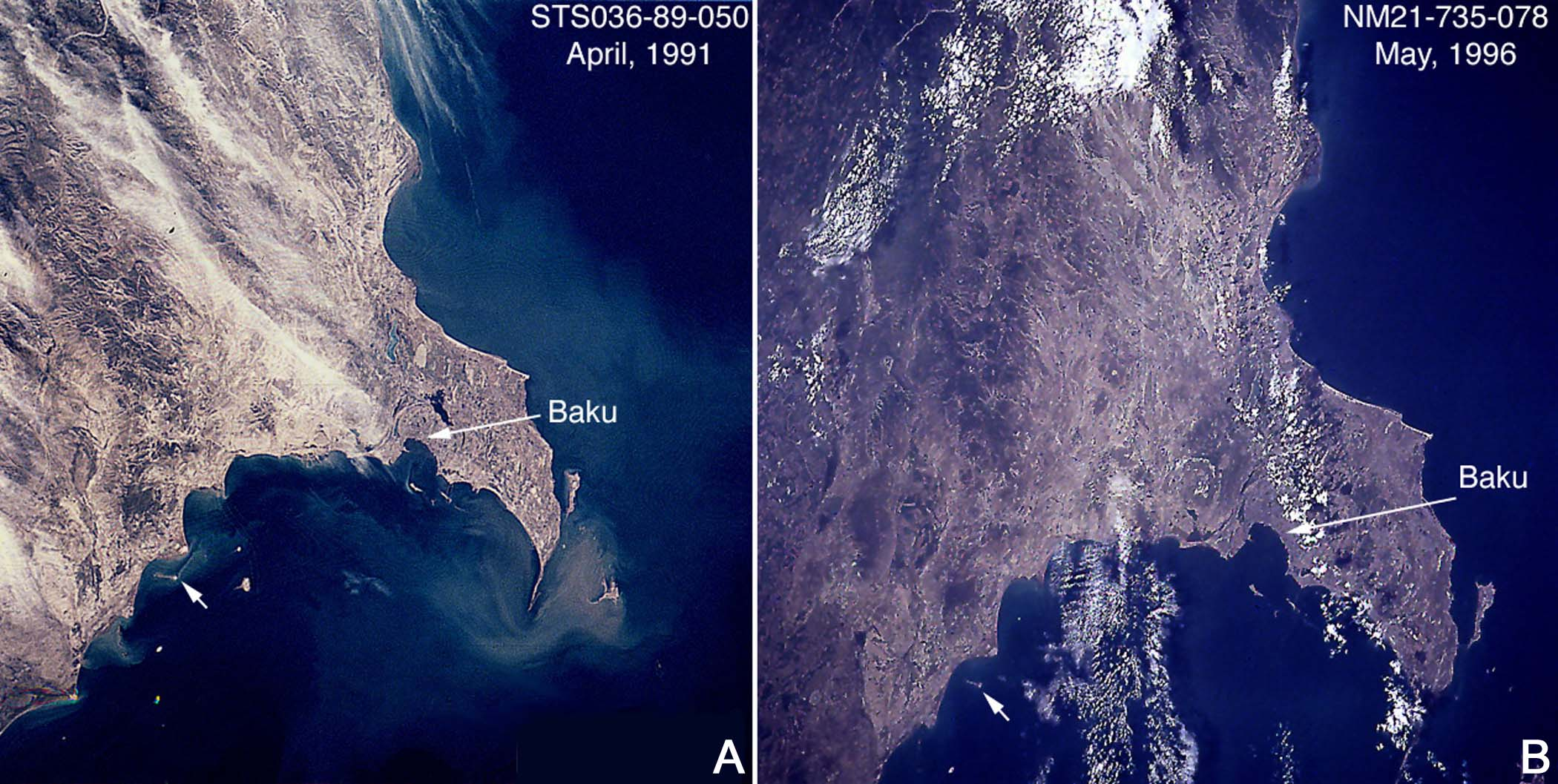
Péninsule d'Apachine (Azerbaidjan) : photographies de la NASA (A) avril 1991; (B) mai 1996.
La montée des eaux est un sujet de préoccupation pour les installations de production de pétrole situées au-dessus et au large autour de la péninsule.

### Dangers naturels
Sécheresses et inondations; certaines zones de plaine menacées par l'élévation des niveaux de la mer Caspienne

### Problèmes liés à l'environnement
Les scientifiques locaux considèrent l'Abcheron Yasaqligi (la péninsule d'Abcheron) (y compris Bakou et Sumqayit) et la mer Caspienne comme la région la plus dévastée sur le plan écologique en raison de la pollution sévère de l'air, de l'eau et du sol; la pollution des sols résulte de l'utilisation du DDT comme pesticide et également de défoliants toxiques utilisés dans la production du coton.

### Environnement - accords internationaux
Parties à: Pollution de l'air, Biodiversité, Changement climatique, Désertification, Espèces en danger, Déchets dangereux, Immersion en mer, Protection de la couche d'ozone, Pollution des navires, Zones humides
Signé, mais non ratifié: aucun

## Zone et limites

### Zone
- Total: 86 600 km² - comparaison pays par rapport au monde: 113
- Terrain: 82,629 km²
- Eau: 3 971 km²
- Note: Comprend l'exclave de la République autonome du Nakhitchevan et la région du Haut-Karabakh; l'autonomie de la région a été abolie par le Soviet suprême azerbaïdjanais le 26 novembre 1991.

### Comparatif de zone
- Comparatif de l'Australie: plus grand que la Tasmanie
- Comparatif canadien: plus grand que le Nouveau-Brunswick
- Royaume-Uni comparatif: légèrement plus grand que l'Écosse
- Comparatif des États-Unis: légèrement plus petit que le Maine
- Comparatif européen: légèrement plus petit que le Portugal

### Frontières terrestres
- Total: 2 468 km
- Pays frontaliers: Arménie (avec l'Azerbaïdjan) 566 km, Arménie (avec l'Azerbaïdjan-Nakhitchevan) 221 km, Géorgie 428 km, Iran (avec l'Azerbaïdjan) 432 km, Iran (avec l'Azerbaïdjan-Nakhitchevan) 700 km, Russie 338 km, Turquie 17 km

### Littoral
0 km (enclavé). L'Azerbaïdjan borde la mer Caspienne. (713 km)

### Réclamations maritimes
Aucun (enclavé)

### Terrain
grande plaine plate (la plus grande partie en dessous du niveau de la mer) avec les montagnes du Grand Caucase au nord, les hautes terres à l'ouest

### Altitudes extrêmes
- Le point le plus bas: Mer Caspienne -28 m
- Point culminant: Bazarduzu Dagi 4 485 m (à la frontière avec la Russie)
- Plus haut sommet entièrement en territoire azéri: Chah Dag 4,243 m

### îles
- Bulla
- Tchikil
- Tchilov
- Guil
- Glinyaniy
- Naruin
- Pirallahi
- Gara Sou
- Goum
- Sangi Mugan
- Vulf
- Zanbil

## Ressources et utilisation des terres

### Ressources naturelles
Pétrole, gaz naturel, minerai de fer, métaux non ferreux, bauxite

### L'utilisation des terres
- Terre arable: 22,95 %
- Cultures permanentes: 2,79 %
- Autre: 74,26 % (2012 est.)

### Terres irriguées
- 14 250 km² (2010)

### Total des ressources en eau renouvelables
- 34,68 km3 (2011)

### Retrait d'eau douce (domestique / industriel / agricole)
- Total: 12,21 km3 par an (4 % / 18 % / 78 %)
- Par habitant: 1 384 m3 par an (2010)

### Dangers naturels
- Sécheresses

## Géographie humaine

### Frontières
Les frontières terrestres de l'Azerbaïdjan totalisent une longueur de 2 013 kilomètres :
- Frontière entre l'Azerbaïdjan et l'Arménie : 787 kilomètres, dont 221 kilomètres avec l'enclave du Nakhitchevan ;
- Frontière entre l'Azerbaïdjan et la Géorgie : 322 kilomètres ;
- Frontière entre l'Azerbaïdjan et l'Iran : 611 kilomètres, dont 179 kilomètres avec l'enclave du Nakhitchevan ;
- Frontière entre l'Azerbaïdjan et la Russie : 284 kilomètres ;
- Frontière entre l'Azerbaïdjan et la Turquie : 9 kilomètres avec l'enclave du Nakhitchevan.

#### Enclaves et exclaves
L'Azerbaïdjan compte quatre minuscules enclaves azerbaïdjanaises en Arménie, Barkhudarli, Karki, Ashagi Askipara et Yukhari Askipara, occupées depuis la guerre du Haut-Karabagh par l'Arménie ; il y a par ailleurs une exclave arménienne en Azerbaïdjan, Artsvashen, occupée depuis la guerre du Haut-Karabagh par l'Azerbaïdjan.

### Subdivisions administratives

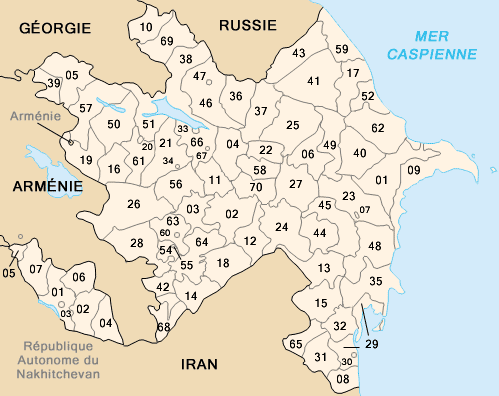
Carte des subdivisions administratives de l'Azerbaïdjan. Les subdivisions administratives de la république autonome du Nakhitchevan sont énumérées séparément.

L'Azerbaïdjan est un État unitaire centralisé. Le pays est divisé administrativement en 67 districts ou rayon (rayonlar au pluriel), dont 59 sont situés en Azerbaïdjan proprement dit, et 8 sont situés au Nakhitchevan, et en 12 villes ou şəhər, dont 11 sont situées en Azerbaïdjan proprement dit, et 1 est située au Nakhitchevan. Il existe une subdivision administrative particulière : la république autonome du Nakhitchevan, qui est séparée du reste du territoire par une bande de territoire arménien. Les districts ne disposent pas d'organes propres de représentation (gouverneurs et assemblées territoriales), à l'exception de la république autonome du Nakhitchevan.

#### Nakhitchevan
| Le Nakhitchevan compte sept raions auxquels s'ajoute la capitale, Nakhitchevan : \| Division \| Superficie \| Population (2008) \| Capitale \| \| --------------- \| ---------- \| ----------------- \| ------------ \| \| 1. Babek \| 1 170 \| 68 800 \| Babek \| \| 2. Djoulfa \| 1 000 \| 39 600 \| Djoulfa \| \| 3. Kangarli \| 682 \| 26 600 \| Givrakh \| \| 4. Nakhitchevan \| 130 \| 71 200 \| Nakhitchevan \| \| 5. Ordubad \| 970 \| 43 600 \| Ordubad \| \| 6. Sadarak \| 150 \| 13 600 \| Heydarabad \| \| 7. Shakhbuz \| 920 \| 22 000 \| Shakhbuz \| \| 8. Sharur \| 478 \| 99 000 \| Sharur \| | Subdivisions du Nakhitchevan. |                   |              |
| Division | Superficie                    | Population (2008) | Capitale     |
| 1. Babek | 1 170                         | 68 800            | Babek        |
| 2. Djoulfa | 1 000                         | 39 600            | Djoulfa      |
| 3. Kangarli | 682                           | 26 600            | Givrakh      |
| 4. Nakhitchevan | 130                           | 71 200            | Nakhitchevan |
| 5. Ordubad | 970                           | 43 600            | Ordubad      |
| 6. Sadarak | 150                           | 13 600            | Heydarabad   |
| 7. Shakhbuz | 920                           | 22 000            | Shakhbuz     |
| 8. Sharur | 478                           | 99 000            | Sharur       |

### Démographie

Évolution de la démographie entre 1960 et 2010 (chiffres de la FAO, 2012). Population en milliers d'habitants.

La population azerbaïdjanaise, évaluée à 9 164 600 d'habitants selon les estimations du mois de juillet 2011, fait de l'Azerbaïdjan un des pays de la Communauté des États indépendants les plus densément peuplés : la population azerbaïdjanaise est aussi l'une des plus jeunes de la Communauté des États indépendants, avec 33 % de moins de 15 ans et seulement 9 % de plus de 60 ans.
La population de l'Azerbaïdjan a cru constamment depuis l'indépendance, de 7 200 000 en 1991 à 8 350 000 habitants en 2005, malgré une forte réduction du taux de natalité au cours de la même période (26,6 naissances pour 1 000 en 1991, 16,1 en 2004).
L'espérance de vie totale était de 72,4 ans, dont 69,6 pour la population masculine en 2004 (66,3 en 1991) et de 75,2 pour la population féminine (74,8 en 1991).
À la même date, la répartition des âges y est la suivante :
- 0-14 ans : 33,9 % (1 522 332 hommes, 1 584 468 femmes) ;
- 15-64 ans : 56,4 % (2 532 729 hommes, 2 636 106 femmes) ;
- + 65 ans : 9,7 % (435 593 hommes, 453 373 femmes).

Le taux de variation de la population est de 4,6 %. En particulier :
- Taux de natalité : 17,75 % ;
- Taux de mortalité : 8,28 % ;
- Taux de mortalité infantile totale : 12,84 % ;
- Taux de migration : - 1,42 %.